# Putzi Frandl
Josefine »Josefa« »Putzi« Frandl-Crotty, avstrijska alpska smučarka, * 5. julij 1930, Radstadt.
Svoj največji uspeh kariere je dosegla na Olimpijskih igrah 1956, ko je osvojila srebrno medaljo v veleslalomu, tekma je štela tudi za svetovno prvenstvo. Nastopila je tudi na Svetovnem prvenstvu 1958, kjer je osvojila srebrno medaljo v slalomu in bronasto v kombinaciji. Nastopila je tudi na Olimpijskih igrah 1956, ko je bila najboljša 16. v slalomu. Štirikrat je postala avstrijska državna prvakinja v alpskem smučanju, po enkrat v vsaki izmed disciplin.